# Stade Ramdane Ben Abdelmalek
Le Stade Ramdane Ben Abdelmalek (en arabe : ملعب رمضان بن عبد المالك), anciennement stade Turpin (en arabe : ملعب توربان), est un stade de football de Constantine en Algérie qui dispose d'une pelouse synthétique, et dont la capacité d'accueil est de 13 000 places après avoir subi des rénovations majeures.

## Histoire
Il constitue un des repères phares de la ville des ponts. Des rencontres mémorables s’y sont déroulées dans les années 1960 et 1970, dont les fameux derbies MOC-CSC. Des footballeurs prestigieux, parmi lesquels le gardien de l’ex-URSS, Lev Yachine et la grande star du football national, Rachid Mekhloufi, ont foulé sa pelouse.

## Galerie

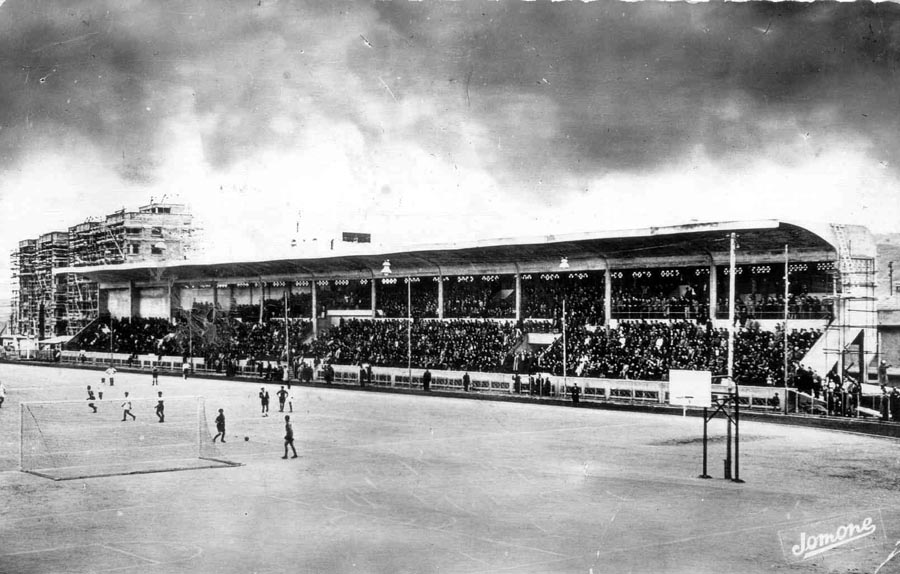
Le Stade Turpin en 1927
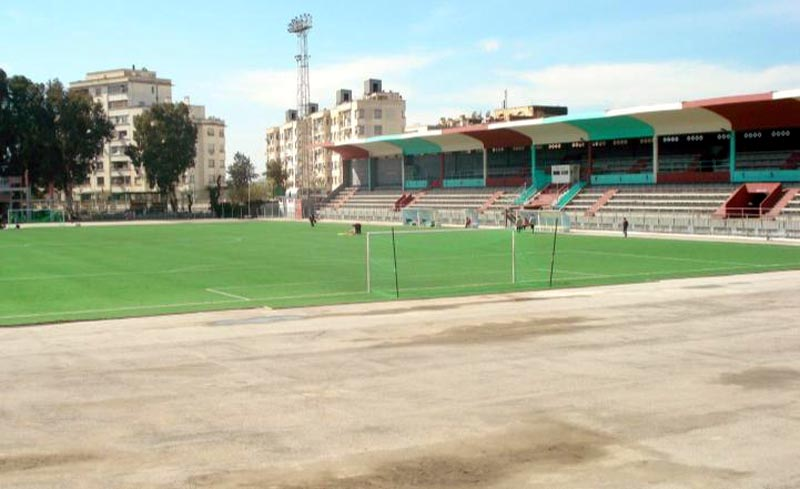
Le Stade Turpin en 1950

## Principaux matchs de football joués au stade Ramdane-Ben-Abdelmalek
Derby constantinois
Derby de l'Est algérien

Coupe d'Algérie :
- Demi-finales :

| Date          | Club 1         | Score    | Club 2    |
| ------------- | -------------- | -------- | --------- |
| 31 mars 1963  | ES Setif       | 4 - 2 ap | USM Alger |
| 29 mars 1964  | MO Constantine | 4 - 1    | MC Alger  |
| 28 mars 1965  | AS Khroub      | 2 - 3    | MC Saida  |
| 21 mai 1967   | ES Setif       | 2 - 0    | USM Alger |
| 7 avril 1968  | ES Guelma      | 1 - 2    | ES Setif  |
| 26 avril 1972 | HAMRA Annaba   | 2 - 0    | MC Alger  |

Équipe nationale d'Algérie :
| Date              | Match                                  | Résultat | Type   | Spectateurs |
| ----------------- | -------------------------------------- | -------- | ------ | ----------- |
| 1er novembre 1964 | Algérie - Union soviétique             | 0 - 1    | Amical | 10 000      |
| 9 décembre 1964   | Algérie - Beijing                      | 2 - 0    | Amical | inconnue    |
| 22 décembre 1965  | Algérie - Union soviétique (olympique) | 0 - 1    | Amical | 10 000      |
| 31 mars 1966      | Algérie - Vasco da Gama FC             | 0 - 1    | Amical | 10 000      |
| 28 décembre 1966  | Algérie - Valenciennes                 | 0 - 0    | Amical | 10 000      |